# Frédéric Perez (boxe anglaise)
Pour les articles homonymes, voir Frédéric Perez et Perez.
Frédéric Perez, né le 14 mai 1970 à Sète, est un ancien boxeur évoluant entre 1985 et 2007. Il a notamment été nommé gant d'or du meilleur espoir français en 1995 et double champion de France professionnel en 1996 et en 2007 dans la catégorie poids plumes.

## Biographie

### Parcours en boxe amateur
Après un an de boxe loisir entre 1985 et 1986, Frédéric Perez se lance en boxe amateur en 1989 où il va disputer un total de 11 combats dont 9 victoires, 1 défaite et 1 match nul jusqu'en 1991. En 1990, il devient champion du Languedoc-Roussillon amateur des poids plumes et passe les quart de finales du championnat de France amateur. L'année suivante, année pré olympique pour les jeux olympiques de Barcelone, Frédéric Perez perd aux points contre Julien Lorcy qui deviendra champion de France. Il décide alors d'entamer une carrière de boxeur professionnel.

### Carrière professionnelle en boxe anglaise[1]
Il remporte son premier combat en 1991 par KO contre Karim Benacer. En 1992, il remporte le tournoi de France professionnel et trois ans plus tard le gant d'or du meilleur espoir français dans la catégorie des poids plumes. Le 23 mars 1996, Perez décroche le titre de champion de France des poids plumes contre Jean Pierre Dibateza puis met un terme à sa carrière en 1999.

### Retour sur le ring et retraite
Après sept ans sans boxer, Frédéric Perez retourne sur le ring et combat contre Stefan Berza qu'il met KO au deuxième round. Il affronte ensuite Samir Boukrara contre qui il perd sur décision et enfin contre Frederic Bonifai pour le titre de champion de France dans la même catégorie des poids plumes. Vainqueur de ce combat, il annonce sa retraite définitve des rings.

### Carrière d'entraîneur

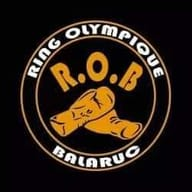
Logo du Club Ring Olympique Balaruc (ROB)

En 2005, Frédéric Perez décide de créer une association sportive de boxe anglaise qu'il nomme Ring Olympique Balaruc (ROB) et qui se situe à Balaruc-les-Bains puis en devient le membre d'honneur. Il y entraînera des boxeurs tels que Cyrielle Hebert, Sofiane Takoucht (champion de France, champion d'Europe EBU et champion du monde IBF des poids plumes) ainsi que Laëtitia Arzalier (championne de France, championne d'Europe EBU et championne WBF des poids mouches). Son club est labellisé gant de bronze en 2008 et gant d'Argent en 2010. Il continue depuis d'entraîner les jeunes espoirs de son club,.

## Palmarès

### Liste des combats professionnels de Frédéric Perez
| 43 combats      | 39 victoires | 3 défaites |
| Avant la limite | 24           | 1          |
| Sur décision    | 15           | 2          |
| Match nul       | 1            | 1          |

| Abréviations: TKO = KO technique • RTD = abandon • UD = décision aux points unanime • SD = décision aux points partagée • MD = décision aux points majoritaire • D = match nul • DQ = disqualification |                          |                |       |            |                                             | |
| Résultat | Adversaire               | Type           | Round | Date       | Lieu                                        | Notes |
| Victoire | Frederic Bonifai         | UD             | 10/10 | 31-03-2007 | Place des Fêtes, Balaruc-les-Bains, France  | Frédéric Perez remporte le titre de champion de France des poids plumes pour la deuxième fois et annonce sa retraite. |
| Défaite | Samir Boukrara           | UD             | 6/6   | 16-12-2006 | Salle des anglais, Pau, France              | |
| Victoire | Stefan Berza             | KO             | 2/6   | 25-11-2006 | Balaruc-les-Bains, France                   | Retour sur le ring, Frédéric Perez met KO Stefan Berza lors du deuxième round.                                        |
| Victoire | László Bognár            | TKO (Blessure) | 8/10  | 13-03-1999 | Saint-Nazaire, France                       | Premier arrêt de carrière.                                                                                            |
| Victoire | Didier Tual              | TKO            | 7/?   | 30-10-1998 | Balaruc-les-Bains, France                   | |
| Victoire | Demir Nanev              | TKO            | 5/?   | 08-05-1998 | Balaruc-les-Bains, France                   | |
| Victoire | Freddy Cruz              | UD             | 8/8   | 07-03-1998 | Dieppe (Seine-Maritime), France             | |
| Nul | Moussa Sangare           | D              | 8/8   | 29-11-1997 | Berck-sur-Mer, France                       | |
| Victoire | Petre Gigel              | DQ             | 4/8   | 11-10-1997 | Aubagne, France                             | |
| Défaite | Santiago Rojas Alcantara | KO             | 1/?   | 02-05-1997 | Clermont-Ferrand, France                    | |
| Victoire | Gheorghe Paraschiv       | TKO            | 3/?   | 22-02-1997 | Berck-sur-Mer, France                       | |
| Victoire | Wilson Acuna             | UD             | 6/6   | 06-12-1996 | Clermont-Ferrand, France                    | |
| Victoire | Miguel Matthews          | UD             | 8/8   | 28-09-1996 | Broadway Theatre, Barking, Angleterre       | |
| Victoire | Jean Pierre Dibateza     | UD             | 10/10 | 23-03-1996 | Grande-Synthe, France                       | Remporte le titre de champion de France des poids plumes.                                                             |
| Victoire | Christian Sextius        | UD             | 10/10 | 17-02-1996 | Berck-sur-Mer, France                       | |
| Victoire | Manuel Fatima Dias       | UD             | 8/8   | 25-11-1995 | Orléans, France                             | |
| Victoire | Jaromir Zubko            | TKO            | 3/?   | 27-10-1995 | Grande-Synthe, France                       | |
| Victoire | Fernando Lugo            | TKO            | 3/8   | 30-09-1995 | Swiss Life Hall, Hanovre, Allemagne         | |
| Victoire | Stéphane Haccoun         | TKO            | 8/8   | 07-01-1995 | Grande-Synthe, France                       | |
| Victoire | Mauricio Bernal          | KO             | 2/?   | 10-11-1994 | Grande-Synthe, France                       | |
| Victoire | Georgi Petsov            | RTD            | 3/?   | 08-10-1994 | Berck-sur-Mer, France                       | |
| Victoire | Juan Estupinan           | UD             | 6/6   | 11-06-1994 | Le Zenith, Toulon, France                   | |
| Victoire | Demir Nanev              | TKO            | 3/?   | 14-05-1994 | Cayenne, France                             | |
| Victoire | Ley Umba Sengi           | KO             | 1/8   | 17-03-1994 | Espace Piscine, Antibes, France             | |
| Victoire | Miguel Matthews          | UD             | 8/8   | 28-01-1994 | Sète, France                                | |
| Victoire | Nikolai Pachkulov        | KO             | 2/?   | 13-11-1993 | Palais des Sports, Castelnau-le-Lez, France | |
| Victoire | Plamen Gechev            | TKO            | 4/?   | 02-10-1993 | Saint-Quentin, France                       | |
| Victoire | Ibibonga Ndwita          | TKO            | 6/?   | 28-05-1993 | Dunkerque, France                           | |
| Victoire | Lajos Vidak              | TKO            | 2/?   | 24-04-1993 | Port-de-Bouc, France                        | |
| Défaite | Jean Michel Talki        | DQ             | 3/?   | 27-03-1993 | Boulogne-sur-Mer, France                    | |
| Victoire | Jacky Sery               | TKO            | 4/?   | 26-02-1993 | Salle de Fêtes, Melun, France               | |
| Victoire | Bertalan Kormos          | TKO            | 1/?   | 29-01-1993 | Nimes, France                               | |
| Victoire | Edmond Retail            | TKO            | 3/?   | 18-12-1992 | Zenith d'Auvergne, Clermont-Ferrand, France | |
| Victoire | Mario Cuellar            | KO             | 6/?   | 31-10-1992 | Nantes, France                              | |
| Victoire | Didier Schaeffer         | UD             | 6/6   | 13-06-1992 | Caudebec-lès-Elbeuf, France                 | |
| Victoire | Christian Sextius        | UD             | 6/6   | 15-05-1992 | Sète, France                                | |
| Victoire | El Habib Boudjeltia      | TKO            | 2/8   | 01-05-1992 | Sète, France                                | |
| Victoire | Philippe Toussaint       | TKO            | 3/6   | 11-04-1992 | Sète, France                                | |
| Victoire | Mohamed Raki             | TKO            | 3/6   | 14-03-1992 | Espace Piscine, Antibes, France             | |
| Victoire | Jean-Michel Moulun       | UD             | 6/6   | 22-02-1992 | Béziers, France                             | |
| Victoire | Karim Benacer            | KO             | 2/6   | 21-12-1991 | Pézenas, France                             | Début des combats professionnels de Frédéric Perez en poids plumes                                                    |

### Distinctions
- Champion du Languedoc-Roussillon amateur en 1990
- Vainqueur du tournois de France professionnel en 1992
- Elu gant d'or du meilleur espoir français en 1995
- Champion de France professionnel de 1996 à 1999
- Champion de France professionnel en 2007
- Club labellisé gant de Bronze en 2008
- Club labellisé gant d'Argent en 2010